# Amphiroa annulata
Amphiroa annulata M. Lemoine, 1929  é o nome botânico  de uma espécie de algas vermelhas pluricelulares do gênero Amphiroa.
- São algas marinhas encontradas no México, Costa Rica, Mauritânia, Filipinas e Fiji.

## Sinonímia
Não apresenta sinônimos.